# Kromatofor
En kromatofor är en cell som innehåller pigment och är ljusreflekterande. Kromatoforer återfinns i amfibier, fiskar, reptiler, kräftdjur och bläckfiskar.
En kromatofor är en typ av pigment-cell som finns hos många djur och är ansvarig för deras färg och mönster på huden. Dessa celler innehåller pigment som kan reflektera ljus och därigenom ge huden dess färg. Kromatoforer finns i olika former och är särskilt framträdande hos vissa djurgrupper, såsom amfibier, fiskar, reptiler, kräftdjur och bläckfiskar. De spelar en viktig roll i djurens förmåga att kamouflera sig, kommunicera med andra djur, och sexuella urval.

## Typer av kromatoforer baserade på deras pigment

### Melanoforer
Melanoforer innehåller melanin, det vanligaste pigmentet som ger mörka färger som svart eller brunt. Melanoforer finns hos många djurarter.

### Xantoforer och erytroforer
Xantoforer och erytroforer innehåller karotenoider eller andra pigment som ger gula till röda färger. Xantoforer ger gula och orangea nyanser, medan erytroforer ger röda och rosa nyanser.

### Iridoforer eller guanoforer
Iridoforer  innehåller kristallina strukturer som reflekterar ljus, vilket skapar en iriserande effekt eller skinande, metalliska färger. Dessa är särskilt vanliga hos fiskar och vissa reptilarter.

### Cyanoforer
Cyanoforer är relativt ovanliga och producerar blå färg genom ljusreflektion snarare än genom pigment.

## Funktioner och beteende

### Färgändringar
Hos vissa djur, som bläckfiskar och kameleonter, kan kromatoforer expandera eller dra ihop sig snabbt vilket ändrar djurets färg och mönster. Denna förmåga används för kamouflage, för att skrämma bort predatorer, för att locka till sig partners eller som en del av djurets kommunikation.

### Termoreglering
Hos vissa arter kan förändring i färgen hjälpa till att reglera kroppstemperaturen genom att absorbera eller reflektera solljus på ett kontrollerat sätt.